# Beauty Cluster Barcelona
El Beauty Cluster Barcelona (oficialment Associació del Clúster Bellesa de Catalunya) és una associació empresarial que promou el clúster de la bellesa i la salut a Catalunya, que aglutina tots els àmbits de la cadena de valor del sector per generar-hi noves oportunitats de negoci i millores en la competitivitat internacional.
És un dels 26 clústers sectorials que existeixen a Catalunya i que s'organitzen de manera similar.

## Història
El Beauty Cluster Barcelona es va presentar en públic el 12 de maig del 2014 com a entitat privada, integrant les diferents fases de la cadena de valor del sector: investigació, essències, matèries primeres, cosmètica i maquillatge, aparells, packaging, higiene personal, cura de la pell i del cabell, etc. Dos anys abans la Generalitat de Catalunya l'havia impulsat i el va tutelar fins a la seva emancipació.
L'associació es va crear per incloure tot el sector 'Beauty', que el 2019 estava format per 576 empreses catalanes que aglutinaven el 48% de les exportacions estatals, amb un creixement de més de 26% entre 2016 i 2018. En l'àmbit mundial, el sector va moure 465.000 milions de dòlars el 2017, amb països com França, Corea del Sud i els EUA al capdavant dels exportadors. A Catalunya la facturació agregada del sector el 2018 fou de 9.115 milions d'euros i va donar feina a 29.310 persones, i representa un 4% del PIB català.
El 2023 l'associació estava formada per 230 empreses, sent el clúster líder de la bellesa a Espanya i segon a Europa. Entre altres iniciatives ha promogut l'escola de negocis Beauty Business School, el mercat B2B Beauty Connecting Business, el Hair International Congress el 2019 a Barcelona, o el premi anual en el marc del Beauty Innovation Day.

## Presidències
La Junta Directiva és el màxim òrgan de govern, presidit el 2023 per Eva Lluch Saunier, de Lluch Essence. Amb anterioritat ho van fer també:
- Álex Vallbona, de Birchbox (2020-2021)[14]
- Elena Grau, d'EG Active Cosmetics (2019-2020)
- Tim Eaves, de Quadpack Group (2018-2019)
- Montse Martí, de Martiderm (2016-2018)
- Lluís Rodríguez, de Bella Aurora Labs (2014-2016)